# 九龍巴士886線
九龍巴士886線是香港一條已取消的馬場巴士路線，由沙田馬場單向前往美孚，提供接載沙田馬場散場的市民返回石硤尾、長沙灣及美孚的巴士服務。

## 歷史
- 1978年10月7日：本線投入服務，只在沙田馬場賽馬日開出，由荔枝角（橋底，現稱美孚）單向前往沙田馬場。
- 1982年9月18日：本線停止服務。
- 1990年4月21日：為配合848線改經城門隧道後填補長沙灣區的空白而重新投入服務，不過是由沙田馬場單向前往美孚[1]。
- 1995年9月10日：改為全空調巴士服務，收費維持不變。
- 2018年9月2日（實際生效日期為7月16日，2017-18年馬季最後一日之後一日），因沙田馬場返回深水埗區的馬迷客量稀少，即使改用單層巴士亦支撐不住，故此本線永久取消。

## 服務時間及班次
於沙田馬會賽馬日尾場賽事前一小時至尾場結束後一小時提供服務，客滿即開。

## 收費
- $29.2

不設分段收費及八逹通轉乘優惠。
| - 本線設有12歲以下小童及65歲或以上長者半價優惠。 - 本線不設長者及殘疾人士每程$2.0的票價優惠；12至64歲殘疾人士如使用「殘疾人士身份」個人八達通，以及60至64歲香港居民使用「樂悠咭」繳付車資，會以全費計算。 - 乘客可以現金或八達通於上車時付款，不設找續。 - 每位成人乘客可免費攜帶最多兩名4歲以下而不佔座位的兒童乘客乘車，超額之4歲以下小童必須繳付小童車費乘車。 - 持有「九巴月票」之乘客在車票有效期內，每日可享最多10程任何九龍巴士及龍運巴士路線（包括本路線，以及聯營路線的九龍巴士／龍運巴士提供的班次；惟乘搭機場「A」及「NA」線則可享原價二七折優惠（不會計算每天10次合資格車程））；而B1線則每日可享最多各2程（不會計算每天10次合資格車程）。 - 九龍巴士、城巴、龍運巴士及陽光巴士全職員工及家屬（不包括外判職員）可免費乘搭本路線，惟必須拍職員或職員家屬八達通。 - 乘客亦可透過多元化電子支付系統（e度嘟）繳付車資，包括使用非接觸式VISA卡、JCB卡、萬事達卡、銀聯卡、美國運通、大來國際、Discover Card、Apple Pay、Google Pay、Samsung Pay、AlipayHK「易乘碼」、支付寶、WeChatHK／微信支付「搭車碼」、銀聯雲閃付「乘車碼」及BOC Pay「乘車碼」。乘客使用此付款方式，使用此支付方式的乘客可享有中途下車之分段收費，以及與其他九巴／龍運獨營路線或聯營線九巴／龍運班次之轉乘優惠，惟不適用於與非九巴／龍運路線之轉乘優惠，亦不能享有「公共交通費用補貼計劃」。 |

## 行車路線
經：沙田馬場通道、大埔公路－沙田段、沙田路、獅子山隧道公路、獅子山隧道、龍翔道、南昌街、汝州街、欽州街、長沙灣道及荔枝角道。

### 沿線車站

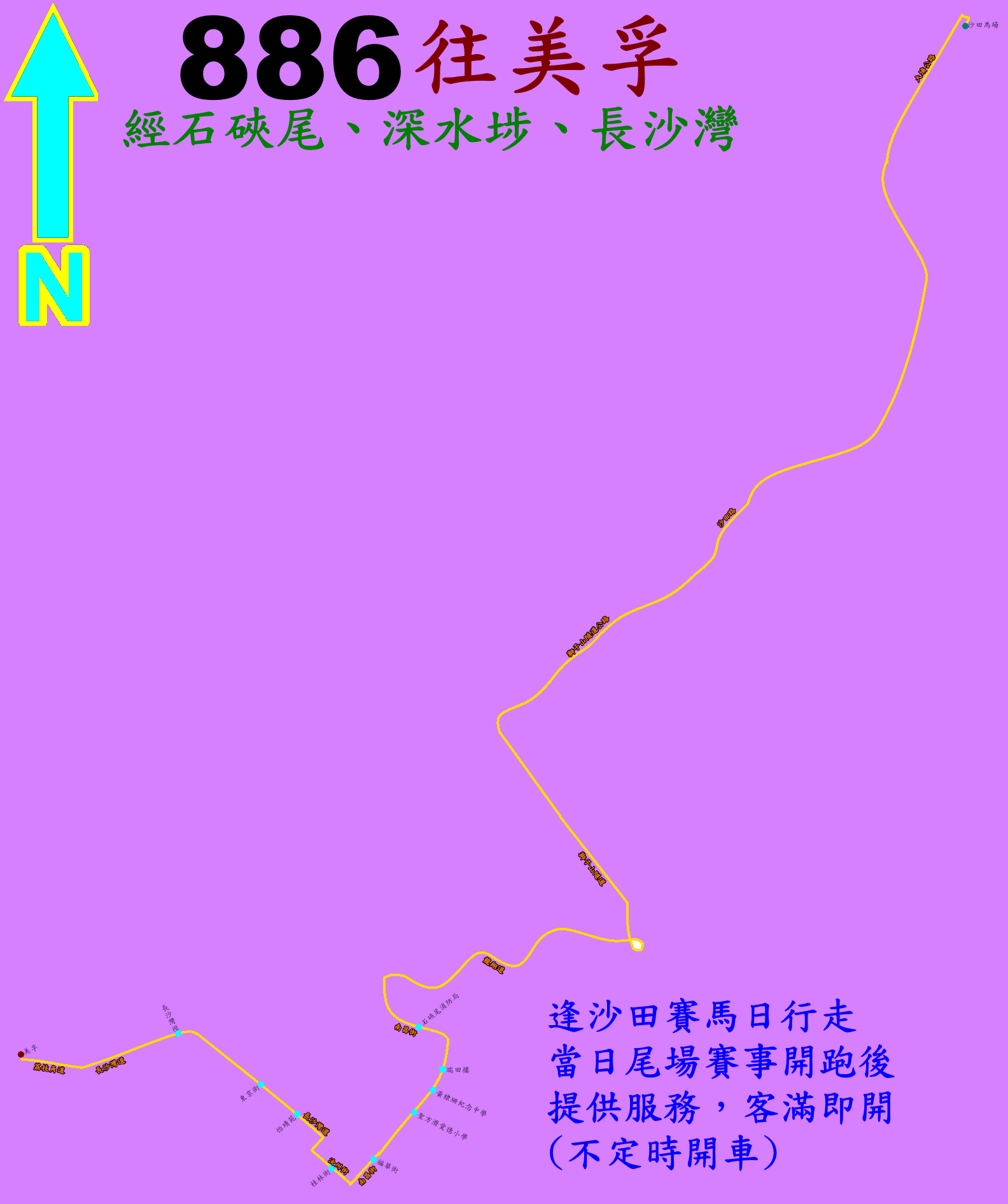
886線的走線圖

| 沙田馬場開                                                   | 沙田馬場開       | 沙田馬場開       |
| 序號                                                         | 車站名稱         | 位置             |
| ------------------------------------------------------------ | ---------------- | ---------------- |
| 1                                                            | 沙田馬場巴士總站 | 沙田馬場巴士總站 |
| 大埔公路－沙田段、沙田路、獅子山隧道公路、獅子山隧道；龍翔道 |                  |                  |
| 2                                                            | 石硤尾消防局     | 南昌街           |
| 3                                                            | 白田邨瑞田樓     | 南昌街           |
| 4                                                            | 黃棣珊紀念中學   | 南昌街           |
| 5                                                            | 聖方濟愛德小學   | 南昌街           |
| 6                                                            | 福華街           | 南昌街           |
| 7                                                            | 桂林街           | 汝州街           |
| 8                                                            | 怡靖苑           | 長沙灣道         |
| 9                                                            | 東京街           | 長沙灣道         |
| 10                                                           | 長沙灣徑         | 長沙灣道         |
| 11                                                           | 美孚巴士總站     | 美孚巴士總站     |

## 事件
- 2016年7月1日：當日九巴派出將屆退役限期的丹尼士巨龍12米（3AD170／HU8420）行走886線，吸引約80名巴士迷專程趁假日到馬場巴士總站拍攝。期間有巴士迷無故在該車車身插上小型中國國旗，並演唱國歌，一度引來噓聲。有在場人士不齒有關行為，又不滿該車車長無上前阻止。最終巴士依時開出，巴士迷亦自行散去，但事件最終被上報。[2]